# FictionCity
FictionCity es una red social creada en julio de 2011. Su característica principal era la orientación a artistas de distintas ramas (pintores, músicos, fotógrafos, escultores, escritores, etc) quienes la utilizan para difundir sus creaciones en formatos multimedia. Por su estilo y contenido, da cabida a distintas manifestaciones de arte digital, arte de los nuevos medios y el llamado Net.art. 
La compañía, cuya sede central está en Buenos Aires, tiene oficinas regionales en San Pablo, Miami, México DF, Barcelona y Santiago de Chile. 
La empresa modificó su modelo de negocio, ofreciendo su actual servicio mediante un appliance denominado Ficcy (sustituyendo así el modelo cloud ofrecido anteriormente).

## Usos y posibilidades
La interfaz dinámica de FictionCity permite que artistas de diferentes rubros se conecten entre sí y generen su propio currículum multimedia, con creaciones en imagen, video, audio y texto. Su plataforma también posibilita la generación de espacios virtuales colectivos como recitales, muestras virtuales, cástines y concursos. Las funcionalidades de la red social también permiten que empresas y organizaciones de todo tipo puedan utilizarla para contactar artistas para actividades y programas de Responsabilidad Social Empresaria.

### Músicos 3.0
Como parte de su apuesta a la generación de nuevos artistas musicales, Fiction City lanzó en noviembre de 2011 un concurso de talentos denominado "Músicos 3.0". En el certamen, fueron los propios usuarios quienes votaron para generar un ranking de las bandas y solistas más populares. En alianza con las compañías Claro, T4F y Samsung, la iniciativa se tradujo en recitales gratuitos en Mar del Plata y La Plata.

## Crecimiento y penetración en la web
Su crecimiento ha sido notable: a dos años de su lanzamiento, la red social contaba con cerca de 250 000 usuarios registrados y estaba disponible en 12 idiomas (inglés, español, alemán, italiano, portugués, francés, sueco, turco, danés, estonio, afrikáans e irlandés). Desde su lanzamiento en modalidad beta, en enero de 2011, se estima que el crecimiento en volumen de usuarios se dio en un promedio de 1000 perfiles nuevos por día.

## Desarrollo del Appliance FICCY
FictionCity es constituye en 2014 como creador del Appliance FICCY 
Funcionamiento: el Appliance “FICCY” es conectado al datacenter de la empresa adquirente, filtra la información generada por los usuarios y la organiza de manera inteligente direccionando así ofertas de productos, servicios y publicidad, en tiempo real y con alta eficiencia. Establece y administra convergencias de información provenientes de distintas fuentes en tiempo real (Redes sociales, bases de datos, páginas web, dispositivos y aplicaciones móviles, CRMs, Single Sign On, etc.) Permite llegar a un target de usuarios UNO A UNO, diferenciando plataformas web y mobile, proponiendo acciones que son orientadas desde el análisis de los gustos, preferencias y relaciones, para determinar el comportamiento bajo un esquema de inteligencia de grafo social y geo.

## Contexto de Negocios / Principales aspectos
Los jugadores de Internet más importantes, Facebook y Google, ofrecen sus productos y servicios de forma gratuita por una sencilla razón. "Los usuarios son el producto." El desafío esta en disponer de la tecnología que cuente con la capacidad de obtener tanto como sea posible beneficio del uso de esta información. El seguimiento de los usuarios y hacer una interpretación de lo que están haciendo los usuarios en Internet son los dos factores clave.

### Idiomas disponibles
| Bandera de Estados Unidos | Inglés    |
| Bandera de España         | Español   |
| Bandera de Alemania       | Alemán    |
| Bandera de Francia        | Francés   |
| Bandera de Brasil         | Portugués |
| Bandera de Italia         | Italiano  |
| Bandera de Suecia         | Sueco     |
| Bandera de Dinamarca      | Danés     |
| Bandera de Turquía        | Turco     |
| Bandera de Estonia        | Estonio   |
| Bandera de Irlanda        | Irlandés  |
| Bandera de Sudáfrica      | Afrikáans |

### Tráfico y visitas
Según el sitio especializado Alexa.com, FictionCity.net ocupaba el puesto 197.749 en el ranking mundial de visitas a fines de 2011. En Argentina, país dónde alcanza la mayor penetración, se ubica en el puesto 981.